# جیسون مورتون (بازیکن فوتبال، زاده ۱۹۹۹)
جیسون مورتون (انگلیسی: James Morton؛ زادهٔ ۲۲ آوریل ۱۹۹۹) بازیکن فوتبال اهل بریتانیا است.
از باشگاه‌هایی که در آن بازی کرده‌است می‌توان به باشگاه فوتبال فارست گرین راورز اشاره کرد.